# فلروکساسین
فلروکساسین (انگلیسی: Fleroxacin) یک داروی ضد باکتری است که DNA گیراز باکتریایی و توپوایزومراز IV را مهار می کند. مانند سایر کینولون‌ها و فلوروکینولون‌ها، این ترکیب با تداخل در همانندسازی DNA (تکثیر DNA باکتری، رونویسی، ترمیم و نوترکیب)، باکتری‌ها را از بین می‌برد. فلروکساسین در برابر بسیاری از باکتری های گرم مثبت و گرم منفی فعال است. به ویژه در برابر گونه های شیگلا، سالمونلا، اشریشیا کلی، برانهاملا کاتارالیس، هموفیلوس آنفولانزا، نایسریا گونوره، یرسینیا انتروکولیتیکا، سراتیا مارسسنس، استافیلوکوکوس اورئوس، سودوموناس آئروژینوزا فعال است.

## کاربرد پزشکی
فلروکساسین در درمان طیف گسترده ای از عفونت ها، به ویژه سیستیت بدون عارضه در زنان، پیلونفریت حاد بدون عارضه، سوزاک، آنتریت باکتریایی، اسهال مسافرتی، عفونت های دستگاه تنفسی (از جمله تشدید برونشیت مزمن) موثر است.

## عوارض جانبی
در بیماران تحت درمان، شایع ترین عوارض جانبی گوارشی، از جمله سوء هاضمه، تهوع، استفراغ، نفخ، درد شکم، اسهال و گاهی یبوست است. همچنین اختلالات شایع موثر بر پوست (خارش، کهیر، بثورات، سمیت نوری و حساسیت به نور) و سیستم عصبی مرکزی (سرگیجه، سردرد، لرزش، پارستزی، اختلال در حس چشایی و بویایی)، اختلالات روانپزشکی (تغییر خواب و بیداری). حالت چرخه اضطراب، افسردگی، توهم و کابوس). فلروکساسین و سایر فلوروکینولون ها به دلیل فعالیت مهاری آنها بر روی اتصال گیرنده GABA به عنوان محرک تشنج یا کاهش آستانه تشنج شناخته شده اند. آنتی بیوتیک نباید به بیماران مبتلا به صرع یا سابقه شخصی حملات تشنجی قبلی داده شود زیرا ممکن است باعث شروع این اختلالات شود.